# Rhagonycha limbata
Rhagonycha limbata är en skalbaggsart som beskrevs av Thomson 1864. Rhagonycha limbata ingår i släktet Rhagonycha, och familjen flugbaggar. Arten är reproducerande i Sverige.

## Bildgalleri

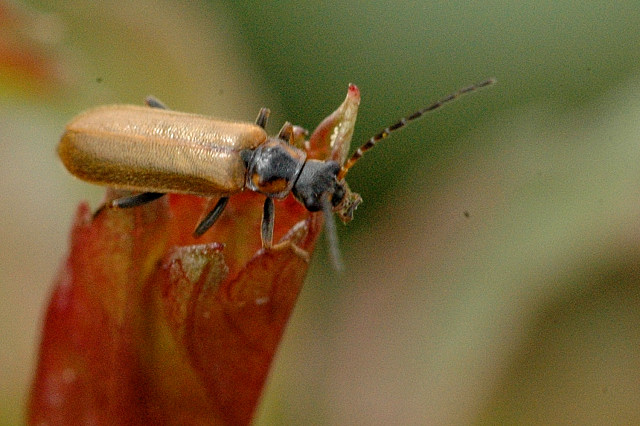